# 方茎金丝桃
方茎金丝桃（学名：Hypericum subalatum）为金絲桃科金丝桃属下的一个种。

## 分布
台灣特有種，分布於北部及東部海拔400~900 m的山坡地，多生長於石灰岩縫中。

## 特徵

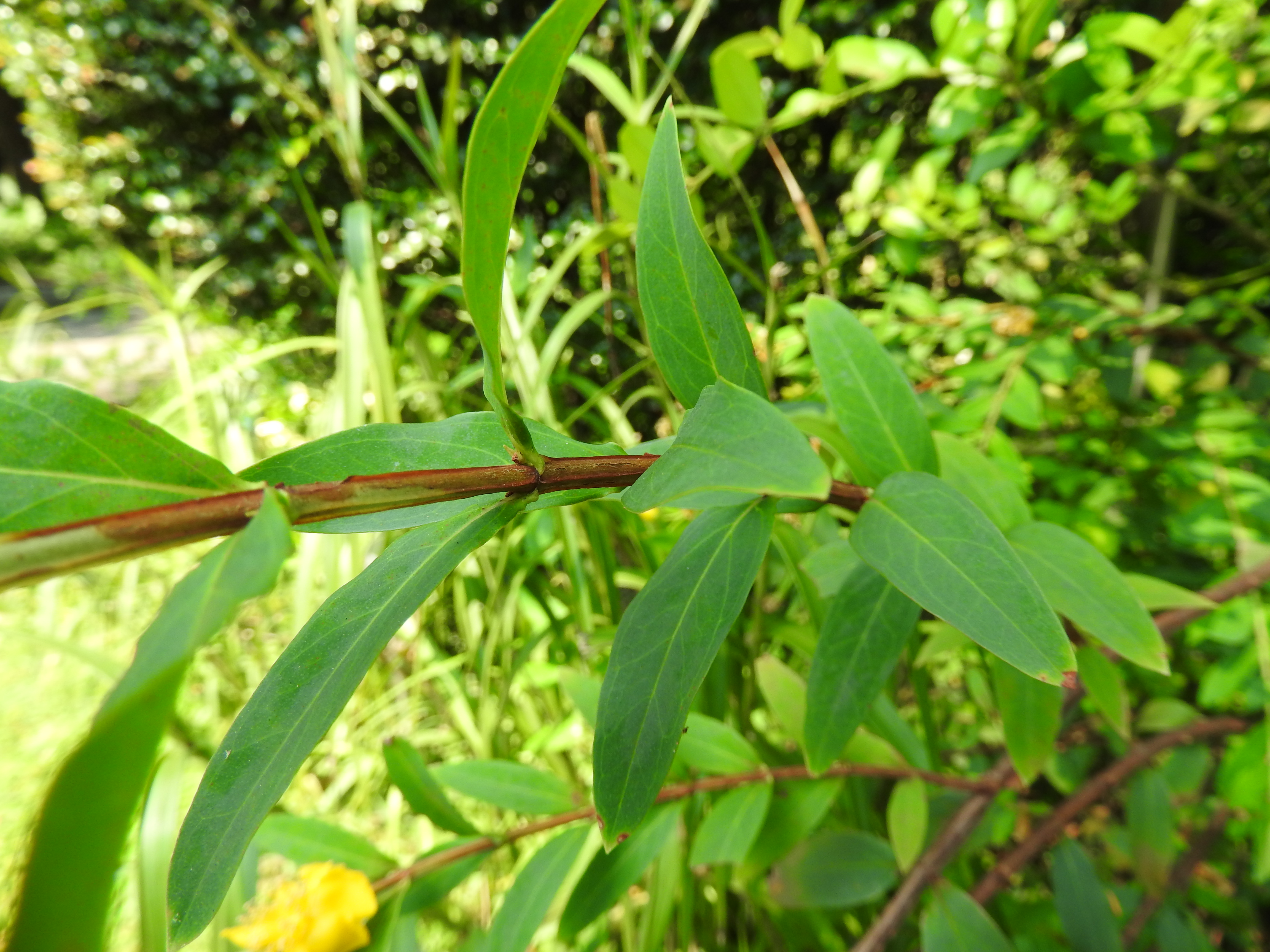
方莖金絲桃的莖具四稜，是其最主要的特徵

方莖金絲桃的生活型態為灌木，莖具四稜或四狹翼，為此種主要的辨識特徵。
葉無柄， 1.9-7 cm長，0.5-1.6 cm寬，紙質，窄橢圓形至狹披針形或長橢圓形，葉尖銳尖形至稍銳尖形或圓形而突尖，葉基楔形，葉背顏色較淡，近葉緣的葉脈明顯，網狀脈則極不明顯，具淡色的腺點。
花序由1-3朵花組成，頂生，有時會有多達6對腋生花的枝條或單一朵花的短枝，花朵直徑2.5 cm，花芽呈卵形，先端銳尖；萼片長5-8 mm，寬1-3 mm，倒披針形或橢圓形至長橢圓直線形，先端稍銳尖至銳尖或短漸尾尖形，全緣，在果實則呈直立狀；花瓣10-12 mm長，6-7 mm寬，倒卵形，黃色，早落；5叢雄蕊叢生，每一叢有15枚雄蕊，會脫落；花藥黃色，具琥珀色腺體；子房2-4 mm長，狹卵形，有5個子房室，5枚花柱完全合生。
蒴果7-9 mm長，3-4 mm寬，狹卵形至圓柱形；種子0.9-1.1 mm長，深黃褐色，頂端有附屬物。